# Vertigo (film)
Vertigo is een Amerikaanse speelfilm uit 1958 van regisseur Alfred Hitchcock gebaseerd op het boek D'entre les morts van Pierre Boileau en Thomas Narcejac. De film wordt algemeen aanvaard als een van de beste films uit de filmgeschiedenis, hoewel de reacties van critici bij de originele uitgave erg matig waren.
Het belang van de film binnen de filmgeschiedenis komt het best naar voren in het feit dat een vakterm in de cinematografie rechtstreeks verwijst naar Vertigo: men spreekt namelijk over het vertigoshot, waarbij de camera naar achteren of naar boven beweegt en tegelijk ingezoomd wordt waardoor een gevoel van angst of misselijkheid wordt uitgebeeld.

## Verhaal
De film begint in volle actie. Een politieagent en een detective John "Scottie" Ferguson achtervolgen een op de vlucht geslagen crimineel. De achtervolging vindt plaats op de daken van een huizenrij in San Francisco. John doet een misstap en valt bijna te pletter. Hij kan zich echter nog net vastgrijpen aan een dakgoot. De achtervolging kan onmogelijk verdergaan en de politieagent probeert John te redden. Tijdens deze reddingsactie valt de politieagent de diepte in. Hij is op slag dood en John overleeft, maar kampt sindsdien met hoogtevrees (acrofobie) die zich bij hem manifesteert als draaiduizeligheid (Engels: vertigo) waardoor hij zich genoodzaakt ziet om met vervroegd pensioen te gaan.

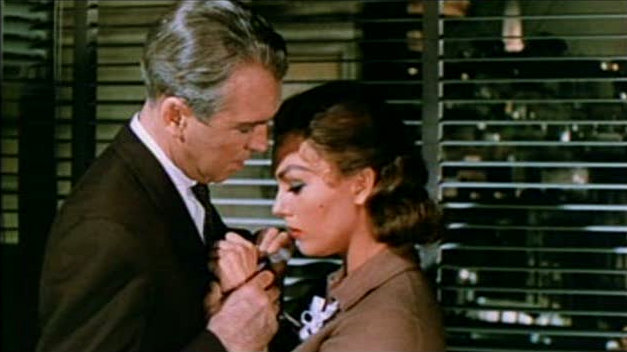
James Stewart en Kim Novak in Vertigo.

John wordt benaderd door Gavin Elster, een oude schoolvriend. Hoewel John niet meer actief is als detective, vraagt deze zijn hulp. Elster vermoedt dat zijn vrouw, Madeleine, lijdt aan een ingebeelde ziekte of misschien zelfs bezeten is door een geest van een van haar voorouders. John gaat op onderzoek uit en ziet dat Madeleine haar tijd besteedt met een bezoek aan het graf van deze voorouder en het bekijken van een schilderij waarop deze als jonge vrouw staat afgebeeld. Als Madeleine van de kade in het water springt van de Baai van San Francisco, springt hij haar achterna en redt haar. Hij brengt haar naar zijn huis en wordt hopeloos verliefd op haar. Die verliefdheid is wederzijds, maar geneest Madeleine niet van haar ingebeelde ziekte. Madeleine pleegt zelfmoord, vlak voor Johns ogen, door zich van een toren de diepte in te storten. Door zijn hoogtevrees was hij niet in staat zijn geliefde tegen te houden als ze de trappen van de toren op gaat. Voor een tijdje wordt hij opgenomen in een inrichting en wanneer hij hieruit vrijkomt, blijft zijn obsessie voor Madeleine zich verder ontwikkelen. Hij begint zelfs een relatie met Judy Barton enkel en alleen omdat ze gelijkt op Madeleine. Zijn obsessie komt tot een climax wanneer hij kost wat kost Judy probeert te transformeren in Madeleine. Hij koopt haar exact dezelfde kledij als die van Madeleine en dringt aan om haar haar blond te laten verven, als ze maar op Madeleine gelijkt.
De ontknoping van het verhaal toont dat alles georkestreerd was door Elster die de perfecte moord nastreefde en daar effectief ook in slaagde. Slachtoffer was zijn vrouw, die werd vermoord en van de toren gegooid om zo een zelfmoord te ensceneren. Madeleine, die niet de echte vrouw van Elster blijkt te zijn, speelde een belangrijke rol in dit ingenieus en ingewikkeld opgezet plan. De eindscène laat de kijker echter eerder focussen op de psychologische consequenties veroorzaakt bij John dan op het eigenlijke moordplan.

## Rolverdeling
| Acteur             | Personage                    |
| ------------------ | ---------------------------- |
| James Stewart      | John 'Scottie' Ferguson      |
| Kim Novak          | Judy Barton/Madeleine Elster |
| Barbara Bel Geddes | Midge Wood                   |
| Tom Helmore        | Gavin Elster                 |

Hitchcock heeft 11 minuten na aanvang van de film een cameo als een man die, gekleed in een grijs pak, door de straat loopt.

## Achtergrond

### Productie

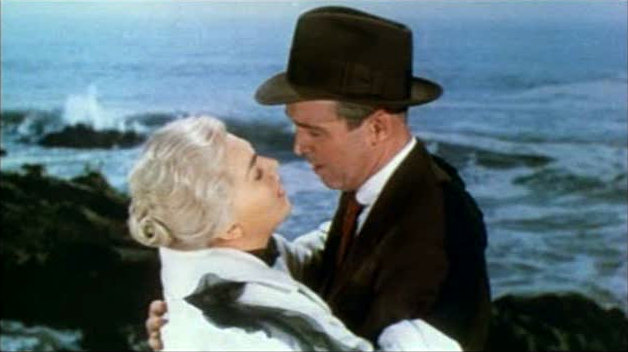
Kim Novak en James Stewart

Het scenario van de film is een bewerking van de Franse roman D'entre les morts van Pierre Boileau en Thomas Narcejac. Hitchcock had vóór hij de rechten op deze roman kocht reeds geprobeerd om de filmrechten op een ander boek van de twee schrijvers, Celle qui n'était plus, te kopen, maar deze gingen uiteindelijk naar
Henri-Georges Clouzot. Volgens François Truffaut zou D'entre les morts door Boileau en Narcejac speciaal voor Hitchcock geschreven zijn, maar Narcejac heeft dit altijd ontkend. Omdat Hitchcock echter interesse had in hun werk, wilde Paramount Pictures wel in 1954 al een samenvatting van D'entre les morts hebben, terwijl het boek toen nog niet in het Engels was vertaald.
Hitchcock huurde oorspronkelijk scenarioschrijver Maxwell Anderson in om het scenario te schrijven, maar keurde zijn script, getiteld Darkling I Listen, af. Het uiteindelijke script werd geschreven door Samuel A. Taylor, die door Hitchcock werd ingehuurd vanwege zijn kennis over San Francisco. Taylor wilde als enige schrijver vermeld worden op de aftiteling, maar Alec Coppel, een andere scenarioschrijver die door Hitchcock was benaderd, protesteerde hierover bij de Screen Writers Guild omdat hij ook een bijdrage aan het script had geleverd. De Screen Writers Guild besliste dat Coppels bijdrage belangrijk genoeg was om ook een vermelding als schrijver op de aftiteling te legitimeren.

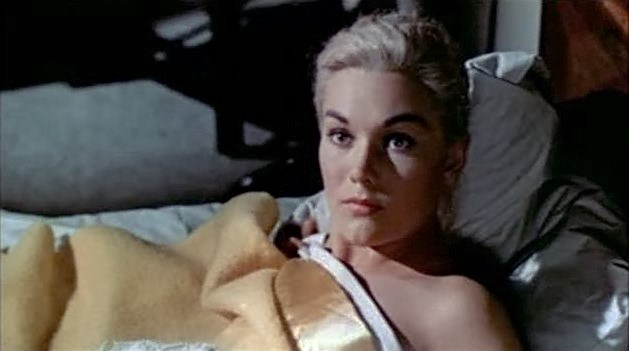
Kim Novak als Madeleine

Hitchcock wilde eigenlijk actrice Vera Miles, die onder persoonlijk contract bij hem stond en reeds mee had gespeeld in de serie Alfred Hitchcock Presents en de film The Wrong Man, de hoofdrol geven, maar zij kon niet vanwege haar zwangerschap. Hitchcock wilde de opnames niet uitstellen en huurde daarom Kim Novak als hoofdrolspeelster. Novak moest eerst nog een paar andere verplichtingen nakomen bij Columbia Pictures, en had hier nog een vakantie te goed. Tegen de tijd dat ze beschikbaar was voor de rol, was Miles dat ook weer omdat ze reeds was bevallen. Hitchcock besloot desondanks om Novak toch de rol te geven. Columbia stelde als voorwaarde voor het uitlenen van Novak dat haar tegenspeler, Stewart, met haar moest optreden in de Bell, Book and Candle.
Opnames van de film vonden plaats van september tot december 1957. De film bevat zeker voor een productie van Hitchcock veel opnames op locatie, waaronder in de San Francisco Bay Area.

### Muziek
De muziek werd gecomponeerd door Bernard Herrmann, maar niet door hem opgenomen. Vanwege een staking in de muziekbranche in de Verenigde Staten, moest de muziek worden opgenomen in Europa. Er werd onder andere opgenomen in Londen en Wenen. De soundtrack omvat de volgende nummers:
1. Vertigo Prelude and Rooftop (4:38)
2. Madeleine and Carlotta's Portrait (3:11)
3. The Beach (3:28)
4. Farewell and The Tower (6:54)
5. The Nightmare and Dawn (3:30)
6. Love Music (herziene versie van "Scene D'Amour") (5:04)
7. The Necklace and The Return and Finale (7:06)

### Uitgave en ontvangst
Vertigo ging op 9 mei 1958 in première in het Stage Door Theater (de huidige Ruby Skye nachtclub).
De film werd bij de première matig ontvangen door critici. Acteur James Stewart nam zelfs enige afstand van de film door openlijk te verklaren dat hij liever niet had deelgenomen aan een dergelijk slecht filmproject. Zoals wel vaker het geval is bij meesterwerken zouden er een aantal jaren moeten verstrijken vooraleer de film naar waarde geschat werd. Het was vooral de seksueel perverse ondertoon van het verhaal die aanstoot gaf aan het publiek van die tijd en de film aldus in een slecht daglicht stelde. Variety vond dat het verhaal van de film te langzaam op gang kwam voor een psychologisch moordmysterie. De Los Angeles Times vond de film qua filmtechniek mooi, maar het verhaal te lang en te vol details. Een punt waar vooral fans van Hitchcocks eerdere films over klaagden was dat Hitchcock in Vertigo duidelijk afweek van zijn romantische thrillers, en dat het mysterie uit de film al opgelost wordt terwijl de film nog lang niet afgelopen is.
In een interview met François Truffaut zei Hitchcock zelf dat Vertigo zijn favoriete film was. Hij gaf acteur James Stewart de schuld van het mislukken van de film, omdat hij volgens Hitchcock reeds te oud was om nog realistisch over te komen als liefdesinteresse voor Kim Novak.
In latere jaren werden de reacties op de film echter steeds positiever. In 1989 werd de film erkend als cultureel waardevol door het Library of Congress, en geselecteerd voor bewaring in het National Film Registry. In 2012 bereikte de film de eerste positie in de toonaangevende lijst van beste films aller tijden, opgesteld door het Britse filmtijdschrift Sight & Sound. De film scoort tevens goed op meerdere lijsten van het American Film Institute:
- AFI's 100 Years...100 Movies #61
- AFI's 100 Years...100 Thrills #18
- AFI's 100 Years of Film Scores #12
- AFI's 100 Years...100 Passions #18
- AFI's 100 Years...100 Movies (tienjarig jubileum) #9
- AFI's 10 Top 10 #1 Mystery[15]

## Prijzen en nominaties
| jaar | prijs                                     | categorie                                                                               | genomineerde(n)                                          | uitslag     |
| ---- | ----------------------------------------- | --------------------------------------------------------------------------------------- | -------------------------------------------------------- | ----------- |
| 1958 | San Sebastián International Film Festival | Silver Seashell                                                                         | Alfred Hitchcock                                         | gewonnen    |
| 1958 | San Sebastián International Film Festival | De Zulueta Prize voor beste acteur                                                      | James Stewart                                            | gewonnen    |
| 1959 | Academy Award                             | Best Art Direction-Set Decoration, Black-and-White or Color                             | Hal Pereira, Henry Bumstead, Sam Comer, Frank R. McKelvy | genomineerd |
| 1959 | Academy Award                             | Beste geluid                                                                            | George Dutton                                            | genomineerd |
| 1959 | DGA Award                                 | Outstanding Directorial Achievement in Motion Pictures                                  | Alfred Hitchcock                                         | genomineerd |
| 1960 | Sant Jordi Award                          | Beste cinematografie in een buitenlandse film (Mejor Fotografía en Película Extranjera) | Robert Burks                                             | gewonnen    |
| 1996 | NYFCC Award                               | Most Distinguished Re-issue                                                             | -                                                        | gewonnen    |
| 2001 | Society of Camera Operators               | Historical Shot                                                                         | Leonard J. South                                         | gewonnen    |
| 2005 | Satellite Award                           | Outstanding Classic DVD                                                                 | -                                                        | genomineerd |